# De Mariaplaats met de Mariakerk in Utrecht
De Mariaplaats met de Mariakerk in Utrecht is een schilderij van Pieter Saenredam in Museum Boijmans Van Beuningen in Rotterdam.

## Voorstelling
Het stelt een stadsgezicht voor van Utrecht met in het midden de Domtoren, links de toren van de Buurkerk en rechts de voormalige Mariakerk, die in de eerste helft van de 19e eeuw in twee fases is gesloopt. Het plein voor deze kerk heet tegenwoordig Mariaplaats. Links is een hoge muur te zien met poortjes die toegang geven tot de tuinen van de huizen waar vroeger de dekens van het kapittel van de Mariakerk woonden.

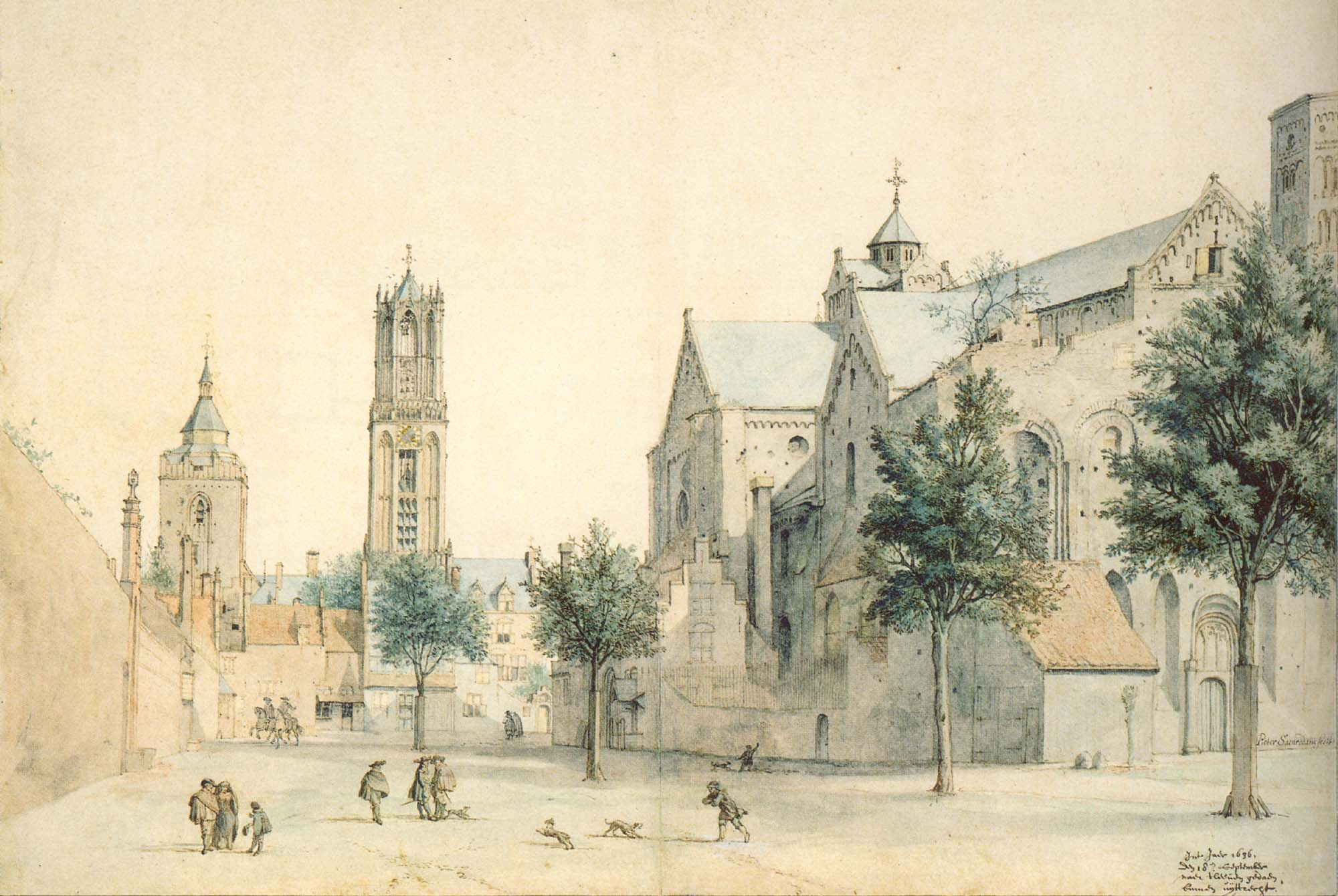
Pieter Saenredam. Mariaplaats te Utrecht. 1636. Tekening. Haarlem, Teylers Museum.

In 1636 verbleef Saenredam vijf maanden in Utrecht. In die periode heeft hij alle grote kerken van binnen en van buiten getekend, waaronder ook de Mariakerk. Tot zijn dood in 1665 heeft hij deze schetsen verwerkt in een aantal schilderijen. De schets voor dit schilderij tekende hij op 18 september 1636. Hij maakte het schilderij dus 27 jaar nadat hij de tekening maakte.

## Toeschrijving en datering
Het schilderij is rechtsonder boven de deur van de kerk gesigneerd en gedateerd ‘Pieter Saenredam Fecit 1663’.

## Herkomst
Het werk werd in 1872 gekocht door Museum Boijmans Van Beuningen.